# نیژنی تیوکون
نیژنی تیوکون (انگلیسی: Nizhny Tyukun) یک شهرک در شهرستان کارماسکالینسکی استان باشقیرستان کشور روسیه است.